# Бојан Кркић
Бојан Кркић Перес (шп. Bojan Krkic Pérez; Лињола, 28. август 1990) бивши је шпански фудбалер српског порекла.
Његов отац, који се такође зове Бојан, играо је током осамдесетих година 20. века за ОФК Београд и Сутјеску из Никшића. Након што се преселио у Шпанију, Бојан Кркић старији се оженио Маријом Луизом Перес, а скаут Барселоне је постао 1997. Бојан Кркић млађи се родио у Лињоли на североистоку Каталоније, шпанске аутономне заједнице.
Због чињенице да му је отац Србин, Бојан Кркић је добио понуду да игра са сениорску репрезентацију Србије, али се још није одлучио. ФИФА је установила да не може да игра за репрезентацију Србије.

## Каријера

### Рана каријера
Бојан је играо за Барселону, такозвану кантера (cantera) лигу, у периоду од 1999. до 2005. године, где је потукао све рекорде, постигао је више од 500 голова, и оборио већину клупских рекорда на тим нивоима. Брз и добар дриблер, Бојан је сезону 2006-07 одиграо за Б тим Барселоне, док није напунио 17 година, када је потписао свој први професионални уговор. Своју прву утакмицу за први тим Барселоне је одиграо 24. априла 2007. у пријатељској утакмици против Ал Ахлија (Al-Ahly), утакмица је завршена победом Барселоне од 4:0, а Бојан је дао један гол. Бојан је такође играо у току 2007. на турнеји Барселоне по Шкотској против Данди Јунајтеда и Хартса.

### Сезона 2007/08.
Своју прву званичну утакмицу у Шпанској Ла лиги, за Барселону, Бојан је одиграо 16. септембра 2007, против Осауне када је у 78 минути заменио Ђовани дос Сантоса. Три дана касније је имао деби у Лиги шампиона када је на утакмици против ФК Олимпик Лион у 88. минуту ушао уместо Месија. Тада је постао најмлађи Барселонин играч који је икада играо у лиги шампиона са 17 година и 22 дана. Своју другу утакмицу у Лиги шампиона је одиграо 2. октобра, када је Барселона играла против ФК Штутгарт, када је у 81. минуту заменио Роналдиња.
Међу прву Барселонину једанаесторку, Бојан се укључио 20. октобра 2007. када је и постигао свој први Ла Лига гол у 25. минути, против ФК Виљареала. Овај гол му је донео титулу најмлађег стрелца ФК Барселона у неком лигашком мечу
Свој први гол у Лиги шампиона Бојан је постигао 1. априла 2008. на утакмици против Шалкеа. Овим голом Бојан је постао први играч рођен деведесетих година који је постигао гол у Лиги шампиона, и други најмлађи свих времена
Бојан је своју прву сезону завршио са постигнутих 10 голова, оборивши Раулов и шпански рекорд највише постигнутих голова у дебитантској сезони.

## Национални тим

### Европско првенство до 17 година 2006.
На овом такмичењу, које се одржавало у Луксембургу, иако је био један од најмлађих играча турнира и играо само 40 минута на четири од пет утакмица репрезентације Шпаније, поделио је титулу најбољег стрелца. Постигао је хет-трик против  репрезентације Луксембурга, а на следећој утакмици против  репрезентације Русије ушао је у игру у другом полувремену и довео своју екипу до победе са 3:0. На трећој утакмици је постигао гол из пенала, када је опет ушао као замена у другом полувремену. Против Чеха у полуфиналу је започео утакмицу, али после искључења Роберта Гарсије, квалитет игре репрезентација Шпаније је опао и утакмица је изгубљена са 2:0.
На утакмици за треће место опет није био међу првих једанаест, већ је као резерва ушао и у 53. минуту постигао гол за своју репрезентацију. Пошто се утакмица завршила нерешеним резултатом, изводили су се пенали, где је Бојан опет постигао погодак и Шпанија је захваљујући бољем извођењу пенала и победом од 5:4 освојила треће место на првенству.
На следећем такмичењу, Европском првенству 2007. за играче до 17 година, Кркић је дао гол против Белгије у полуфиналу и јединим голом у финалу против репрезентације Енглеске, обезбедио свом тиму титулу првака.

### Светско првенство до 17 година 2007.
Бојанов одлазак на Светско првенство за младе у Кореји био је праћен многим проблемима. ФК Барселона га је хтела задржати за своју азијску турнеју, али је Шпанска фудбалска федерација тај захтев одбила и чак није дозволила Бојановом, тј. Барселонином лекару да га прати и надгледа његову повреду.
Током овог првенства Бојан је постигао пет голова, и завршио је на трећем месту најбољих стрелаца делећи позицију са Немцем Тонијем Кросом. Током полуфиналне утакмице је због другог жутог картона искључен и због тога није могао да игра у финалној утакмици, коју је Шпанија изгубила од Нигерије на пенале. За своју игру на турниру Бојан је добио бронзану копачку, као трећи најбољи играч првенства.

### Репрезентација Шпаније до 21 године
На утакмици против Пољске 12. октобра 2007, где је Шпанија победила са 2:0, Бојан је постигао један гол.

## Клупска статистика
(подаци унесени 12. маја 2008)
| Клуб              | Сезона            | Лига   | Лига   | Лига   | Куп    | Куп    | Куп     | Европа | Европа | Европа | Укупно | Укупно | Укупно |
| Клуб              | Сезона            | Утакм. | Голова | Асист. | Утакм. | Голова | Асисте. | Утакм. | Голова | Асист. | Утакм. | Голова | Асист. |
| ----------------- | ----------------- | ------ | ------ | ------ | ------ | ------ | ------- | ------ | ------ | ------ | ------ | ------ | ------ |
| Барселона Б       | 2006-07           | 15     | 10     | 3      | 0      | 0      | 0       | 0      | 0      | 0      | 15     | 10     | 3      |
| Барселона Б       | Укупно            | 15     | 10     | 3      | 0      | 0      | 0       | 0      | 0      | 0      | 15     | 10     | 3      |
| Барселона         | Ла Лига 2007-08   | 31     | 10     | 3      | 8      | 1      | 1       | 9      | 1      | 1      | 48     | 12     | 5      |
| Барселона         | Укупно            | 31     | 10     | 3      | 8      | 1      | 1       | 9      | 1      | 1      | 48     | 12     | 5      |
| Укупно у каријери | Укупно у каријери | 46     | 20     | 6      | 8      | 1      | 1       | 9      | 1      | 1      | 63     | 22     | 8      |